# La Vera

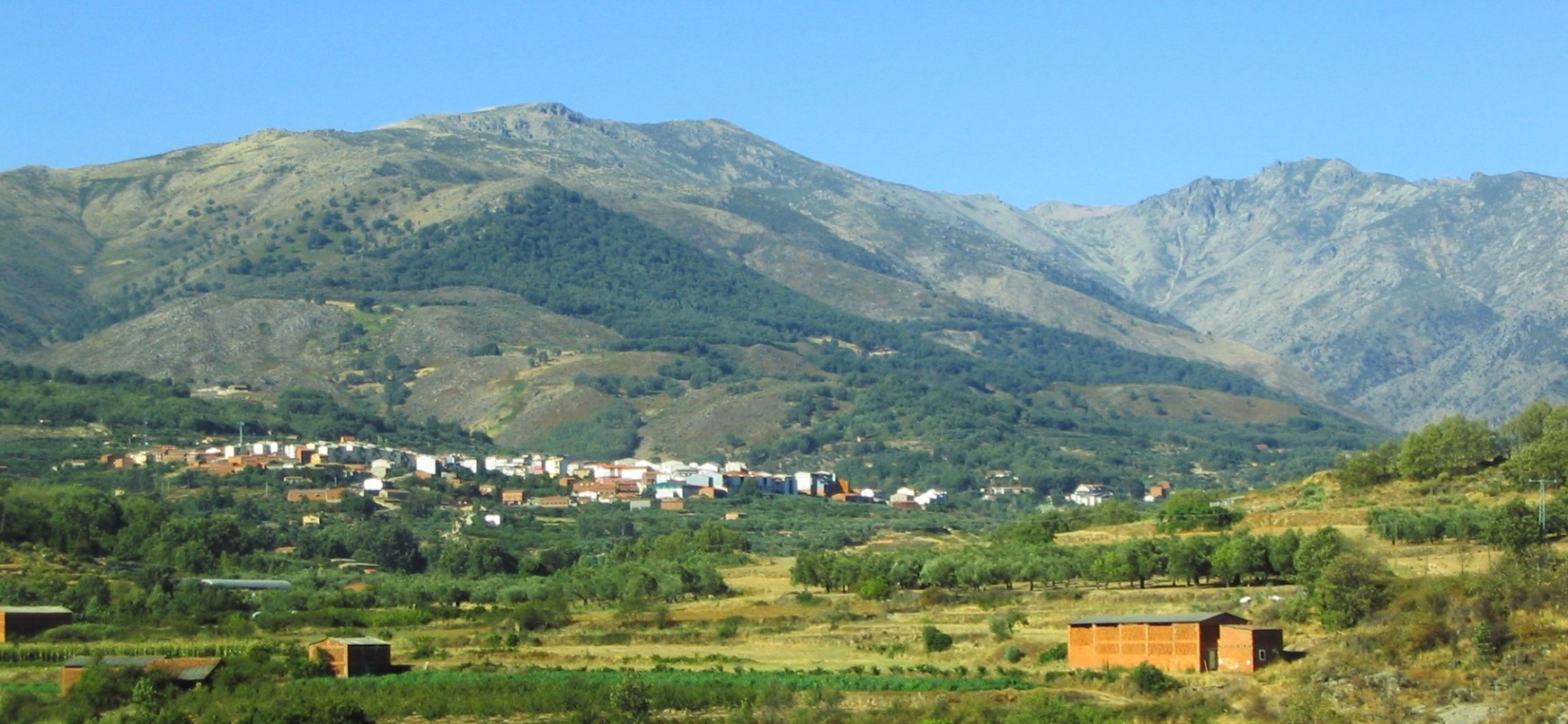
Aldeanueva de la Vera und Südseite der Sierra de Gredos

Comarca La Vera

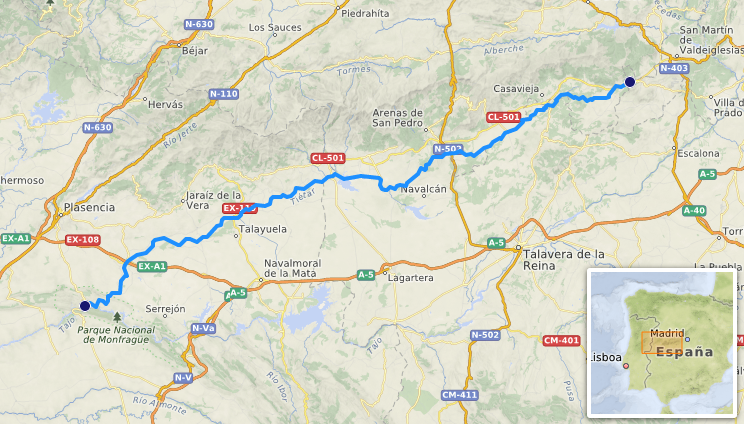
Tal des Río Tiétar

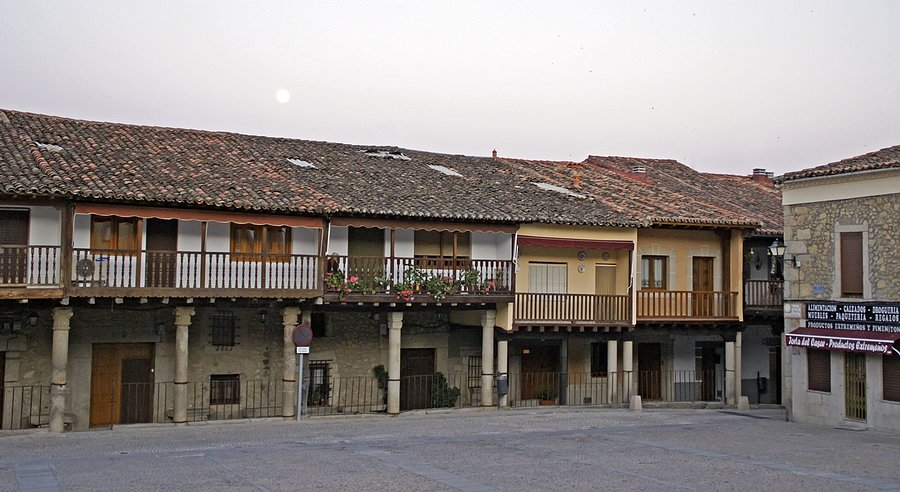
Plaza mayor in Cuacos de Yuste

La Vera ist eine ca. 888 km² große und insgesamt etwa 24.000 Einwohner zählende Verwaltungseinheit (comarca oder mancommunidad) im Nordosten der Provinz Cáceres in der Autonomen Gemeinschaft Extremadura im Westen Spaniens.

## Lage und Klima
Die Orte der Comarca liegen in Höhen von ca. 450 bis 900 m auf der Südseite der Sierra de Gredos bzw. dem Nordufer des Río Tiétar. Die Stadt Madrid ist ca. 180 bis 250 km (Fahrtstrecke) in nordöstlicher Richtung entfernt; westlich liegt die Stadt Plasencia. Die Region ist sehr regenreich (ca. 1000 mm/Jahr) und von zahlreichen Bachläufen (arroyos oder gargantas) durchzogen, die allesamt in den Río Tiétar münden. Im Sommer dient sie vielen Besuchern aus Zentralspanien wegen der deutlich kühleren Temperaturen als Sommerfrische, aber auch im Winter wird sie gerne besucht, da sie an manchen Tagen bis in die Tallagen verschneit ist.

## Wirtschaft
Neben der traditionell betriebenen Landwirtschaft (Ackerbau und Viehzucht) ist vor etwa 200 Jahren der Anbau von Paprika hinzugekommen. Auch der Ziegenkäse hat die Region bekannt gemacht. Seit den 1960er Jahren hat die Region einen touristischen Aufschwung erlebt, der etwas Geld in die Kassen der Privatpensionen, Hotels und Gemeinden gespült hat; die meisten Gemeinden sind schuldenfrei.

## Gemeinden
Aldeanueva de la Vera, Arroyomolinos de la Vera, Collado de la Vera, Cuacos de Yuste, Garganta la Olla, Gargüera de la Vera, Guijo de Santa Bárbara, Jaraíz de la Vera, Jarandilla de la Vera, Losar de la Vera, Madrigal de la Vera, Pasarón de la Vera, Robledillo de la Vera, Talaveruela de la Vera, Tejeda de Tiétar, Torremenga, Valverde de la Vera, Viandar de la Vera, Villanueva de la Vera
Die in Bezug auf die Einwohnerzahl größte Gemeinde ist Jaraíz de la Vera (ca. 6500), Verwaltungszentrum ist jedoch Cuacos de Yuste (ca. 850).

## Geschichte

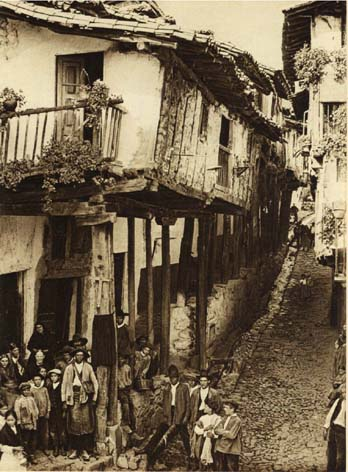
Aldeanueva de la Vera (um 1910)

Im 1. Jahrtausend v. Chr. gehörte die Gegend zum Siedlungsgebiet der Vettonen, die im 3. und 2. Jahrhundert v. Chr. zunächst von den Karthagern, später dann von den Römern bedrängt und schließlich erobert wurden. In vergangenen Zeiten war die Gegend abgelegen und arm, weshalb z. B. im Mittelalter das Hieronymiten-Kloster von Yuste hier erbaut wurde, in welchem Kaiser Karl V. nach seiner Abdankung (Oktober 1555) die letzten Jahre seines Lebens verbrachte. Die meisten Orte waren bis ins späte 18. oder sogar bis ins frühe 19. Jahrhundert hinein abhängig von Entscheidungen, die in der Stadt Plasencia getroffen wurden. Um die Mitte des 20. Jahrhunderts begann ein immer noch anhaltender Wirtschaftsaufschwung, der beinahe ausschließlich auf dem innerspanischen Tourismus beruht.

## Sehenswürdigkeiten
Keltische, römische, westgotische und selbst maurische Spuren sind jedoch äußerst spärlich. Jeder Ort der Region La Vera hat eine spätmittelalterliche Kirche; auf jedem Dorfplatz steht ein Brunnen und oft genug findet man eine – meist im 18. Jahrhundert errichtete – Gerichtssäule (rollo oder picota) als Zeichen bürgerlicher Selbstverwaltung. Das Erdgeschoss vieler Häuser hat einen zur Straße oder zum zentralen Platz hin offenen Laubengang; die Räume oder Balkone des Obergeschosses ruhen somit zur Hälfte auf Stützen (soportales).